# Cantó de Benfeld
El cantó de Benfeld és una antiga divisió administrativa francesa situada al departament del Baix Rin i a la regió d'Alsàcia. Va desaparèixer el 2015.

## Composició
El cantó de Benfeld aplega 13 comunes :
| Nom alsacià | Nom francès | Nom alemany |
| Banfald     | Benfeld     | Benfeld     |
| Bofze       | Boofzheim   | Boofzheim   |
| Friesene    | Friesenheim | Friesenheim |
| Herbse      | Herbsheim   | Herbsheim   |
| Híttene     | Huttenheim  | Hüttenheim  |
| Kerzfald    | Kertzfeld   | Kerzfeld    |
| Koiene      | Kogenheim   | Kogenheim   |
| Màtzene     | Matzenheim  | Matzenheim  |
| Rhinài      | Rhinau      | Rheinau     |
| Rossfald    | Rossfeld    | Rossfeld    |
| Sànd        | Sand        | Sand        |
| Sarmersche  | Sermersheim | Sermersheim |
| Wíttre      | Witternheim | Witternheim |

## Història
| Data d'elecció | Identitat      | Partit             | Qualitat |
| -------------- | -------------- | ------------------ | -------- |
| 1934-1955      | Henri Meck     | UPR i MRP          |          |
| 1994-2015      | Roland Brendlé | UDF, després MoDem |          |